# La Belle Sauvage
La Belle Sauvage (portant le même titre en anglais) est un roman de fantasy, premier tome de La Trilogie de la Poussière (The Book of Dust), écrit par Philip Pullman et publié en 2017. Ce roman est une préquelle de la série À la croisée des mondes publiée entre 1995 et 2000.

## Résumé
Malcolm Polstead, onze ans, et son dæmon Asta vivent à Godstow, un hameau sur la Tamise à près de trois kilomètres au nord d'Oxford. Malcolm travaille aux côtés d'Alice Parslow, seize ans, dans l'auberge de ses parents, La Truite, près du prieuré de Sainte-Rosamund où Malcolm aide les religieuses à l'entretien et à la cuisine. Un jour, trois hommes, conduits par l'ancien Lord-Chancelier, Lord Nugent, arrivent à l'auberge et interrogent Malcolm au sujet du prieuré. Peu de temps après, un bébé âgé d'environ six mois nommé Lyra est confié aux soins des religieuses.
En marchant près de la rivière, Malcolm aperçoit un homme dont le daemon sous forme de chat laisse échapper quelque chose de sa gueule. Une fois l'homme parti, Malcolm trouve un morceau de bois dur sculpté ayant la forme d'un gland. Malcolm dévisse la cupule et trouve à l'intérieur un message. Le destinataire prévu est Hannah Relf, une universitaire d'Oxford spécialisée dans l'étude des aléthiomètres qui aide secrètement une organisation connue sous le nom de Oakley Street dans sa lutte contre l'extrémisme théocratique du Magisterium. À l'aide de l'aléthiomètre, Hannah trouve Malcolm et récupère son message. Les deux nouent une amitié dans laquelle Malcolm aide sa collecte de renseignements et Hannah lui fournit des livres à lire puisés dans sa bibliothèque.
L'influence du Magisterium grandit. À l'école de Malcolm, les élèves sont encouragés à rejoindre la Ligue de Saint-Alexander et à dénoncer quiconque – y compris les enseignants – qui contredit les opinions religieuses du Magisterium. Coram Van Texel, un gitan travaillant également pour Oakley Street, enquête en Suède sur les activités de Marisa Coulter, la mère de Lyra. Il découvre qu'elle s'intéresse au champ de Rusakov et a demandé à un aléthiométriste de trouver l'emplacement de sa fille Lyra. Coram est suivi par un homme dont le dæmon est une hyène malveillante et se bat contre lui, blessant gravement la jambe avant du dæmon. Le père de Lyra, Lord Asriel, se rend à l'auberge La Truite et Malcolm l'emmène voir Lyra. Mais des hommes les suivent et pour leur échapper, Asriel emprunte le canoë de Malcolm, La Belle Sauvage. En guise de remerciement, Lord Asriel renvoie quelques jours plus tard le canoé nettement amélioré. Coram avertit Malcolm d'une inondation imminente, mais Malcolm est incapable de convaincre les gens autour de lui d'agir. Un homme du nom de Gérard Bonneville arrive à l'auberge, accompagné d'une hyène dæmon à trois pattes, et Malcolm le voit fouiner autour du prieuré.
De fortes pluies commencent à tomber. Alice prévient Malcolm à propos de la présence malveillante de Gérard Bonneville, et ils voient ce dernier essayer de prendre le bébé Lyra. À l'arrivée de l'inondation, Malcolm et Alice sauvent l'enfant et s'échappent en descendant la rivière dans La Belle Sauvage. Ils ont l'intention de s'arrêter au Jordan College pour faire bénéficier Lyra du droit d'asile que cet établissement universitaire peut lui octroyer, mais ils en sont empêchés par la férocité des eaux à la suite de l'énorme crue de la Tamise. Au lieu de cela, ils se dirigent vers Londres, où vit Lord Asriel, poursuivis par Gérard Bonneville tandis que le Magisterium et Oakley Street les recherchent également. Ils échappent de justesse à Bonneville, Malcolm le poignardant à la cuisse et Alice tirant au pistolet sur son dæmon, brisant son autre jambe avant. Avant de fuir, ils s'emparent du lourd sac à dos de leur assaillant. Peu de temps après, ils rencontrent George Boatwright, un batelier et client régulier de La Truite qui se cache dans une petite communauté depuis qu'il a commis une faute envers le Magisterium. Leur arrivée est signalée à la Ligue de Saint-Alexander par l'un des garçons du groupe et Lyra est capturée et emmenée dans un orphelinat géré par un couvent. Malcolm entre par l'arrière-cuisine et sauve Lyra.
Les enfants ont ensuite deux arrêts mystiques durant leur périple en canoë. Dans le premier, une fée nommée Diania leur donne à manger et nourrit Lyra, qu'elle a l'intention de garder. Dans le sac à dos de Bonneville, ils trouvent cinq classeurs remplis d'articles scientifiques décrivant le champ de Rusakov ainsi qu'un aléthiomètre, dans une boîte à secret dont l'ouverture est un véritable casse-tête. Ils utilisent la boîte pour les aider à s'échapper en trompant Diania et en remportant un défi pour garder Lyra. Dans le second, ils se retrouvent dans un élégant jardin où se tient une fête. À proximité, derrière un mur de brouillard, se trouvent tout ce que les fêtards souhaitent oublier. Leur passage sur l'eau est bloqué par une énorme porte à double battant contrôlée par un géant de la rivière, qu'ils persuadent d'ouvrir, prétendant avoir l'autorisation du roi. Le canoë aboutit à un mausolée, où Bonneville les attaque à nouveau mais Malcolm parvient à le tuer.
Alice, Malcolm et Lyra arrivent enfin à Londres, suivis de près par les forces du Magisterium. Lord Nugent et Lord Asriel les secourent alors que La Belle Sauvage est en train de sombrer à la suite d'un choc avec un bateau du Magisterium. Lord Asriel les emmène en gyrocoptère au Jordan College où il obtient un asile universitaire pour Lyra, qu'il laisse aux soins du Maître. Malcolm place secrètement l'aléthiomètre de Bonneville avec les possessions de Lyra.

## Personnages
- Malcolm Polstead est un jeune garçon de onze ans, fils de l'aubergiste de La Truite, auberge située à Godstow, un hameau sur la Tamise à près de trois kilomètres au nord d'Oxford.
  - Asta est le dæmon de Malcolm. Comme tous les dæmons des enfants n'ayant pas atteint la puberté, il change de forme, passant d'un animal à l'autre.
- Alice Parslow est une jeune fille de seize ans travaillant à la cuisine de l'auberge de La Truite.
  - Ben est le dæmon d'Alice et il n'a pas encore de forme définitive.
- Lyra Belacqua est un bébé de six mois qui a été recueilli dans le couvent du prieuré de Sainte-Rosamund. Elle est la fille de Marisa Coulter qui a choisi de ne pas l'élever et de Lord Asriel.
  - Pantalaimon est le dæmon de Lyra et il change de forme très souvent comme les dæmons des jeunes enfants.
- Pr Hanna Relf est une érudite étudiant l'utilisation et les significations des aléthiomètres. Elle travaille secrètement pour Oakley Street.
  - Jesper est son dæmon et il a l'apparence d'un petit singe.
- Thomas Nugent est l'ancien Lord-Chandelier d’Angleterre, dirigeant l'organisation secrète Oakley Street qui lutte contre le Conseil de Discipline Consistorial ou « CDC », principal organisme de la théocratie qui s'est imposée en Angleterre.
- Coram Van Texel est un gitan, c'est-à-dire un batelier hollandais naviguant sur la mer du Nord, n'appréciant pas le CDC.
- Lord Asriel est le père de Lyra, en disgrâce après un duel qui l'a vu tuer son adversaire. Il a dirigé une mission d'exploration dans le Nord.
- Gérard Bonneville est un ancien érudit français, ayant étudié le champ de Rusakov. Ses travaux lui ont voulu d'être suspecté d'hérésie. Accusé de viol, il a été arrêté et emprisonné, mais il est désormais libre, travaillant dorénavant pour le compte du CDC. Il entretient une relation compliquée avec son dæmon-hyène.
- Sœur Benedicta, sœur Fenella et sœur Katarina font partie du prieuré de Sainte-Rosamund qui recueille Lyra. Sœur Benedicta en est la mère supérieure.

## Univers
Pour un article plus général, voir Univers de À la croisée des mondes.